# 西域都护府博物馆
西域都护府博物馆位于中华人民共和国新疆维吾尔自治区巴音郭楞蒙古族自治州轮台县西域都护府历史文化园，博物馆馆区占地37.62亩，其中建筑面积9950平方米，展厅面积5120平方米。博物馆展出有463件（套）文物，分别来自卓尔库特古城遗址、奎玉克协海尔古城遗址和其他周边文化遗址。

## 建设背景
公元前60年西汉政府为保障政令通行、丝绸之路畅通在乌垒城设立西域都护府。该都护府是汉代中央治理新疆的最高政治机构，都护府辖西域三十六城邦，首任西域都护为骑都尉郑吉。由于新疆自然环境变迁和缺乏充足史料记载，府城位置已不可考，清朝时徐松通推测府城应位于轮台县境内。20世纪中叶后针对轮台县境内多个遗址进行了考古发掘，其中2018年开始发掘的奎玉克协海尔古城和卓尔库特古城中其一可能为府治所在。其中以卓尔库特古城最为可能。

## 建设和设计
西域都护府博物馆于2023年5月开始建设，截至2024年4月，一层主体已经完工，二层主体已完成70%。5月底至6月初，主体结构完成封顶。2024年11月博物馆完工并同步开展策展、文物征集及布展等工作。2025年5月18日，西域都护府博物馆开馆。博物馆建筑原型为中原歇山顶，其门头镶嵌造型为青龙白虎的青铜浮雕，外立面则将秦汉风格的黑色干挂砖用于装饰，其目的是将中原礼制建筑符号与西域地域特征进行融合。建筑内部则将“天圆地方”观念纳入考量，中庭采用了汉代斗拱元素。建筑包括展厅、报告厅、藏品库、展具储藏室、整理修复及文物登记室等空间。

## 展厅
博物馆将463件（套）文物以“悬旌万里”的脉络分布在面积为5120平方米的展厅内，展线总长约1000米。“悬旌万里”总共分为“都护建府、令行西域、开辟遐方、汉制垂范、同心共筑”五个部分，博物馆通过实物展示结合下沉式实景还原、虚拟现实、数字沙盘等技术向游客展现历代中央政权治理新疆的历史轨迹，同时令游客了解新疆是中国不可分割的一部分这一事实。博物馆展出有从卓尔库特古城遗址出土的的器盖、石甑篦子、青铜铛、从奎玉克协海尔古城遗址出土的陶器、石器、来自石城子遗址的瓦当、板瓦和楼兰故城出土的文书和织锦残片和出土自苏伯斯坎遗址的《董解元西厢记》抄本残片等文物。博物馆同时还展出有烽燧亭障等古代军事防御设施模型，现代骰子的原型“骨博具”和驼骨、马骨、牛骨、羊骨等兽骨（其中包括一件用以占卜的“卜骨”）亦为展品，这些展品呈现了先秦至明清时期西域地区政治、经济、文化、宗教等的变化情况。

## 对外交流
西域都护府博物馆于2025年5月18日参与“5·18世界博物馆日”新疆主会场活动。